# 流石矢一
流石矢 一（さすがや ひとつ、1979年3月3日 - ）は、日本の俳優。熊本県出身。MC企画所属。

## 来歴・人物
18歳でお笑い芸人になるため大阪へ。その後バンド活動を行ったりして芸能界デビューを目指す。22歳で演劇の劇団に出会い入団。芝居以外でもイベントMCやPV撮影のほか裏方スタッフまで積極的に挑戦する。その後劇団を退団し様々な舞台やイベントで経験を積み、関西を拠点に演劇をはじめテレビやイベントで俳優・ナレーター・MCなどマルチに活動を展開。特技は料理であり、普通自動車免許や自動二輪免許のほかに衛生責任者の資格を所持している。
本来の出生日は3月3日であるが祖母が3月3日は雛祭りで女の子のお祝いだからと届け日を変更して登録された為、戸籍上の誕生日は3月5日となっている。
熊本県出身という縁で物産展などが関西で催される際には「くまモン」と一緒に「ぽちゃみちお兄さん」としてMCを担当するほか、得意の料理などでイベントに出演している。
2012年にチョイメン万太郎として俳優仲間5人で演劇ユニット「風に吹かれて波乗りジョニーず」を結成。
2017年より個人のYouTubeチャンネル『流石矢一のひとり遊び』を開設し動画を投稿している。
2024年6月1日、拠点を大阪から東京へ移し、関東･関西の垣根無い活動を開始する。

## 出演

### テレビドラマ
- ごごナマ 助けてきわめびと！（NHK）
- 元町ロックンロールスウィンドル 第1話～第3話（2019年、サンテレビ）
- 科捜研の女 Season20 第3話（2020年、テレビ朝日）- 激辛料理店の客 役[8]
- 惑星スミスでネイキッドランチを 第5話（2021年4月、サンテレビ）- 麒麟児 役
- 勝手にライブをしやがれ（2021年12月、サンテレビ）- LIVEハウススタッフ 晴夫 役
- 稲妻ムービーマーケット（2023年、サンテレビ）

### バラエティ
- マルコポロリ！（2021年、関西テレビ）- 我が家・杉山 役（再現VTR ）[9]

### 映画
- ヌーディストーション〜ゆるふわの乱〜「妻のワクチン」（2021年）[10]
- 鬼の臍を蓼酢で喰う（2021年）ｰ 田村組員 永野熊 役
- 花子とキメラ（2022年）
- 豊宇兄弟（2023年）

### 舞台
- 劇団TXT（ティーバイティー）旗揚げ公演「漂う」（2009年6月）[11]
- 劇団野風増～First Stage～『みにくいワケじゃないあひるの子』～でも、なんで！？白鳥になれない！！～（2009年9月）[12]
- ザ・パンタロンズ旗揚げ公演「ハラダマーク2」（2010年1月）[13]
- ザ・パンタロンズ第2回公演「静けさ」（2010年10月）[14]
- 劇団VLN税プロジェクト「序々に奇妙な適格者」（2010年12月）[15]
- 大衆演劇 劇団花車 清水劇場公演（2011年5月）[16]
- 風に吹かれて波乗りジョニーず
  - en:en vol.4.2 初秋トリイフェス2012「トリイトークフェス」（2012年）[17]
  - 「クリスマス会」（2012年）
  - 「養護学校　慰問」（2012年）
  - 「バナナの学校」（2013年）
  - 「クリ謹フェスティバル」（2013年）[18]
  - 「はっちゃけLXUARY XmasPARTY」（2013年）
  - 「忘年会イベント」（2014年）[19]
  - 「忘年会イベント」（2015年）[20]
  - 「風に吹かれて波乗りジョニーずの子猫ちゃんの子猫ちゃんをビッショリ濡らしてやるぜ2017」（2017年）[21]
  - 「10周年だぜ 222 これからも子猫ちゃんと波にのっていくぜ」（2022年11月19日）
  - 「真夏の波乗り祭」（2024年8月4日）
- ユニット W.Strudel 第1回公演「薫風～I still love you～」（2013年1月）[22]
- 劇団10ANTS「板の上の二人、三人、そして、ひとり」（2013年2月）
- 劇団10ANTS「コオロギからの手紙」（2013年4月）[23]
- 笑劇舞踊団 魔界活劇「大坂炎上」（2013年6月）
- ひのにしけんいちプロデュース「歌×料理×芝居。そこにいる、いい大人達。」（2014年2月）[24]
- ひのにしけんいちプロデュース「PERFORMANCE RESTAURANT」（2014年5月）
- 笑劇舞踊団 「戦国白蛇伝～恋衣～」（2014年6月）
- 表現集団Infinity第1回船出公演 TAOYAKA(たおやか）～瞬間（とき）が今、風に吹かれて揺れた～（2015年1月）※舞台監督・舞台美術[25]
- WARAOMOコラボ企画 奥井隆一&流石矢一の「メシ食っTAKA!?」in waraomo難波（2016年6月）[26]
- Infinity企画「描かれる詩」～ a message for the memory ~（2017年9月）※舞台部[27]
- WARAOMO企画 長編会話劇「音。」（2018年）[28]

### ラジオ
- ボイス ラブ ネットワーク（火曜日）[29]
- LUCKNUTS!! ボイスドラマ「UPDOWN STORY」[30]
- LUCK NUTS!!「Twittr Lover -前編・後編-」[31]
- 中田一歩の＠ippo（FMあまがさき）ゲスト出演[32] [33]

### イベント
- 音楽野外イベント「ラオラオスーパーライブ」MC[34]
- ユニバーサル・スタジオ・ジャパン ＭＣ・スーツアクター
- ハーレーダビットソンHOG主催イベント
- 大阪ガスディリパリフォームフェアメインステージ
- 円谷ウルトラマンサイエンス＆アクションショー

### その他
- CM - 株式会社エム・ワイ・ティ「感謝と奉仕」篇[35]
- MV - PineBook（KO-HEI MATSUMOTO）「都会の空で」（バックダンサー）